# Fria Moderata Studentföreningen i Uppsala
Fria Moderata Studentföreningen i Uppsala, FMS-Uppsala, är en politisk studentförening i Uppsala som grundades år 1999, sedan Föreningen Heimdal hade lämnat Fria Moderata Studentförbundet. FMS-Uppsala är religiöst och partipolitiskt obunden, men är ansluten till Fria Moderata Studentförbundet.
Föreningen räknar sig som Uppsalas enda uttalat klassiskt liberala studentförening. Föreningens syfte är att verka för en utveckling av Sverige på liberal idégrund genom att samla intresserade människor till politiskt arbete och studium. Huvuddelen av föreningens medlemmar betecknar sig som klassiskt liberala men föreningen välkomnar även liberaler som står på en socialliberal grund eller som mer inspireras av anarkokapitalism.
Fria Moderata Studentföreningen i Uppsala har även fungerat som ett kårparti. Detta skedde senast vid 2006 års kårval då föreningen registrerade sitt namn som partibeteckning inför valet till Uppsala studentkårs kårfullmäktige.